# Mardeuil
Mardeuil  là một xã thuộc tỉnh Marne trong vùng Grand Est đông nam nước Pháp. Xã này có diện tích 9,19 km2, dân số năm 2006 là 1563 người.